# Ceira (Coimbra)
Ceira é uma vila portuguesa sede da Freguesia de Ceira no Município de Coimbra, freguesia com 12,43 km² de área e 3244 habitantes (censo de 2021), tendo, assim, uma densidade populacional de 261 hab./km².
A povoação de Ceira foi elevada à categoria de vila em 1997.
A vila de Ceira  é atravessada pelo rio Ceira, de que recebeu o nome, desaguando pouco depois no rio Mondego. Por ela passa também a estrada nacional 17 que liga as cidades de Coimbra e Guarda, e a Linha da Lousã, via ferroviária (atualmente desactivada) que a liga a Coimbra.

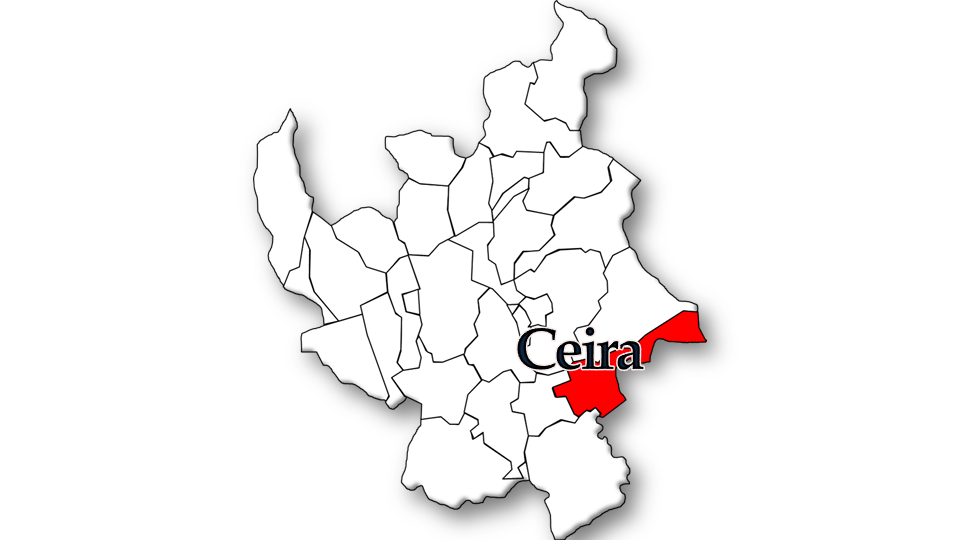
Localização da freguesia no Município de Coimbra

## Demografia
A população registada na Freguesia de Ceira nos censos foi:
| Distribuição da População por Grupos Etários | Distribuição da População por Grupos Etários | Distribuição da População por Grupos Etários | Distribuição da População por Grupos Etários | Distribuição da População por Grupos Etários |
| -------------------------------------------- | -------------------------------------------- | -------------------------------------------- | -------------------------------------------- | -------------------------------------------- |
| Ano                                          | 0-14 Anos                                    | 15-24 Anos                                   | 25-64 Anos                                   | > 65 Anos                                    |
| 2001                                         | 534                                          | 567                                          | 2354                                         | 752                                          |
| 2011                                         | 361                                          | 361                                          | 2070                                         | 909                                          |
| 2021                                         | 327                                          | 253                                          | 1624                                         | 1040                                         |

## Lugares e equipamentos
A freguesia é composta dos seguintes lugares:
- Boiça
- Cabouco
- Carvalho
- Ceira
- São Frutuoso
- Lagoas
- Sobral de Ceira
- Tapada
- Vendas de Ceira

## Equipamento público
A freguesia possui uma Escola EB 2/3.